# Lordithon thoracicus
Lordithon thoracicus är en skalbaggsart som först beskrevs av Fabricius 1777.  Lordithon thoracicus ingår i släktet Lordithon, och familjen kortvingar. Arten är reproducerande i Sverige.